# Avon (Maine)
Avon – miasto w Stanach Zjednoczonych, w stanie Maine, w hrabstwie Franklin.